# Morais (1950–1999)
José Francisco de Morais (ur. 1950 – zm. 12 kwietnia 1999) – piłkarz brazylijski, występujący podczas kariery na pozycji prawego środkowego obrońcy.

## Kariera klubowa
Morais karierę piłkarską rozpoczął w Democracie Governador Valadares. Następnym jego klubem było Cruzeiro EC, gdzie grał w latach 1969–1979. Z Cruzeiro zdobył Copa Libertadores 1976 oraz sześciokrotnie mistrzostwo stanu Minas Gerais – Campeonato Mineiro w 1969, 1972, 1973, 1974, 1975 i 1977 roku. W Cruzeiro 24 sierpnia 1975 w zremisowanym 0-0 meczu z Comercialem Campo Grande Morais zadebiutował w lidze brazylijskiej.
W 1979 roku występował w Uberlândii EC. W Uberlândii Morais wystąpił ostatni raz w lidze 4 grudnia 1979 w przegranym 0-3 meczu z Operário Campo Grande. Łącznie w latach 1975–1979 wystąpił w lidze brazylijskiej w 67 meczach i strzelił 3 bramki.

## Kariera reprezentacyjna
Morais ma za sobą powołania do reprezentacji Brazylii. W 1975 roku wystąpił w Copa América 1975. Na turnieju był rezerwowym i nie wystąpił w żadnym meczu. Nigdy nie wystąpił w reprezentacji.